# 大宗物資
大宗物資（英語：commodity），或譯為大宗商品、商品，是一種財貨，通常是一種資源，具有完全或實質性的可互換性，是具有經濟價值或服務。無論是誰生產的，市場都將它們的商品價值視為相等或幾乎相同。大部分商品是原材料、農作物或礦物，如鐵礦石、糖或穀物（如水稻和小麥），但也有一些是大量生產的製品，例如化學品和電腦記憶體。
Commodity一詞有時被用來作為一個財貨的代名詞，但在贸易领域中常專指原料、初級產品。
商品的價格一般是由整個市場的供需決定的。成熟的實物商品在現貨和衍生性金融商品市場上交易活躍。商品的廣泛供應通常會導致較小的利潤並降低價格以外的因素（如品牌）的重要性。

## 種類

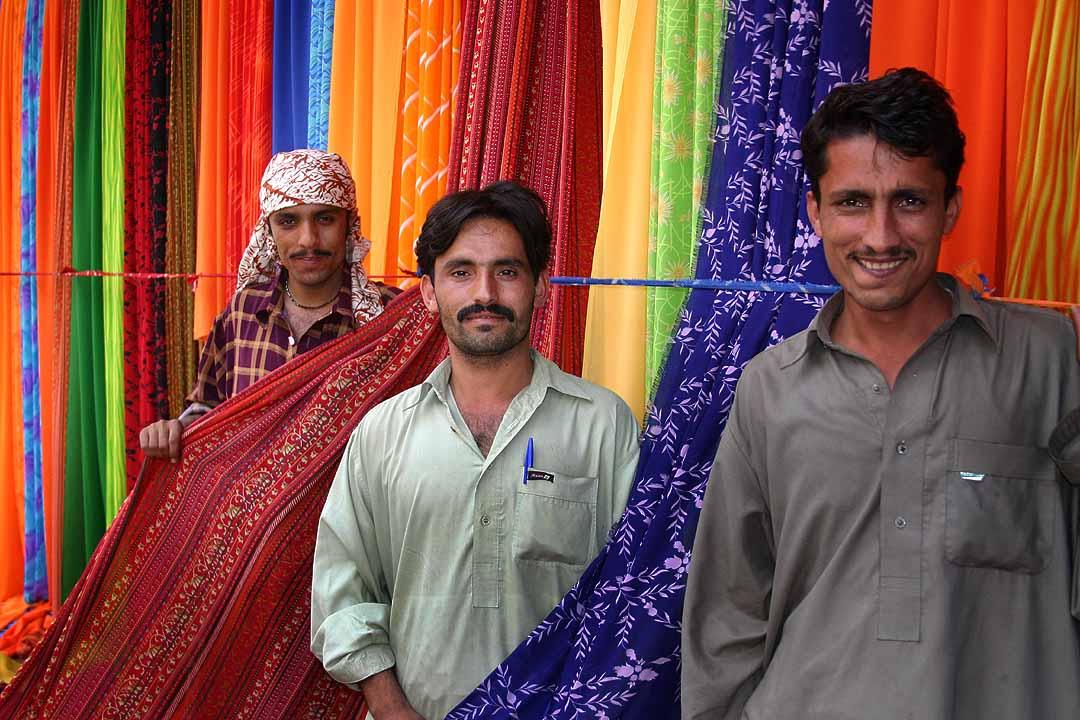
花布料是成衣業的原材料，即是工業產品又稱工業性商品

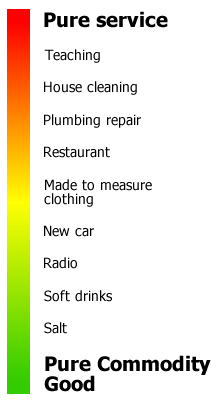
商品與勞務的光譜

### 農植性商品
人类皆需飲食，舉凡食物類（小麥、五穀、麵粉、蛋、畜、精緻食物...等）、飲料類（水、果汁、咖啡、茶、各式飲料...等）、植飾類（花、草、各類精緻花草...等）。

### 服饰
衣服，球衣廠生產品，舉凡帽子、球衣、鞋子等可以作为工業生產的制品。

### 保值式商品
泛指各種自然資源，礦、砂、石、油......

### 金融商品
金融證券、期貨、基金、貨幣......

### 智慧型商品
新聞、知識、專業、技術、技能......